# Dikter, noveller, prosafragment
Dikter, noveller, prosafragment är en samling med i stort sett samtliga dikter, noveller och prosastycken som Stig Dagerman publicerade i olika tidningar och tidskrifter mellan 1941 och 1954, förutom de noveller som ingår i Nattens lekar och dagsverserna från tidningen Arbetaren som samlades i Dagsedlar. Boken innehåller bland annat novellerna Att döda ett barn, Överraskningen och De röda vagnarna, dikterna Birgitta svit och Jorden kan du inte göra om samt det postumt utgivna  romanfragmentet Tusen år hos Gud.
Samlingen gavs ut 1983 som del tio i Dagermans Samlade skrifter och är sammanställd och kommenterad av Hans Sandberg.